# Alessandro Ricci
Alessandro Ricci (Sienne, v. 1795 - Florence, 11 janvier 1834) est un médecin, dessinateur, explorateur et collectionneur italien.

## Biographie
Alessandro Ricci fait ses études à l'Université de Sienne et part dès 1817 pour Alexandrie.
Compagnon de William John Bankes dans ses expéditions dans la vallée du Nil, il dessine pour celui-ci de nombreux dessins des monuments. Il devient ensuite le collaborateur de Giovanni Battista Belzoni lors des relevés de la décoration de la tombe de Séthi Ier à Thèbes et est membre de son expédition visant à retrouver l'antique Bérénice.
De 1819 à 1821, il fait de nombreux voyages qui le mènent jusqu'en Nubie et se rend avec Linant de Bellefonds au Sinaï. En 1828, il fait partie de l'expédition en Égypte de Jean-François Champollion et Ippolito Rosellini.
Les collections qu'il a amassées tout au long de ses voyages sont aujourd'hui conservées à Florence et à Dresde.
A. Sammarco a publié en 1930 une sélection de document sur lui. Son journal de voyage n'a été redécouvert qu'en 2009.